# Nico Jansen
Nico Jansen (* 15. ledna 1953, Amsterdam) je bývalý nizozemský fotbalista, útočník.

## Fotbalová kariéra
Začínal v DWS Amsterdam. V nizozemské lize hrál za FC Amsterdam a Feyenoord. Nastoupil ve 146 ligových utkáních a dal 84 gólů. Dále hrál v belgické lize za RWD Molenbeek, nastoupil ve 154 ligových utkáních a dal 55 gólů. Kariéru končil v nižších belgických soutěžích v týmech Londerzeel SK a Boom FC. V Poháru UEFA nastoupil v 16 utkáních a dal 14 gólů. Za nizozemskou reprezentaci nastoupil v roce 1975 v přátelském utkání proti Jugoslávii.

## Ligová bilance
| Ročník                     | Zápasy | Góly | Klub          |
| -------------------------- | ------ | ---- | ------------- |
| Eredivisie 1972/73         | 3      | 0    | FC Amsterdam  |
| Eredivisie 1973/74         | 34     | 19   | FC Amsterdam  |
| Eredivisie 1974/75         | 33     | 17   | FC Amsterdam  |
| Eredivisie 1975/76         | 8      | 5    | FC Amsterdam  |
| Eredivisie 1975/76         | 22     | 19   | Feyenoord     |
| Eredivisie 1976/77         | 32     | 23   | Feyenoord     |
| Eredivisie 1977/78         | 14     | 1    | Feyenoord     |
| Jupiler Pro League 1978/79 | 33     | 17   | RWD Molenbeek |
| Jupiler Pro League 1979/80 | 31     | 15   | RWD Molenbeek |
| Jupiler Pro League 1980/81 | 27     | 7    | RWD Molenbeek |
| Jupiler Pro League 1981/82 | 34     | 10   | RWD Molenbeek |
| Jupiler Pro League 1982/83 | 29     | 6    | RWD Molenbeek |
| 2. belgická liga 1984/85   | -      | -    | Boom FC       |
| 2. belgická liga 1985/86   | -      | -    | Boom FC       |
| CELKEM 1. nizozemská liga  | 146    | 85   |               |
| CELKEM 1. belgická liga    | -      | -    |               |